# TuS Heeslingen
Der Turn- und Sportverein Heeslingen e. V. war ein Sportverein aus Heeslingen, der 1906 gegründet worden ist. Die erste Fußballmannschaft des Vereins spielte zuletzt in der fünftklassigen Oberliga Niedersachsen.

## Geschichte
Der Verein wurde 1906 unter dem Namen MTV Heeslingen gegründet. Am 2. Februar 1946 schlossen sich der MTV Heeslingen und der 1922 gegründete Sportverein Viktoria Heeslingen zum heutigen Turn- und Sportverein Heeslingen zusammen.  
Die Spielzeit 2006/07 war eine der erfolgreichsten für den TuS Heeslingen, denn man stieg in die Oberliga Nord auf. Schon drei Spieltage vor Schluss stand der TuS als Aufsteiger fest. In der Spielzeit 2007/08 hätte man sich sportlich sogar für die neue dreigleisige Regionalliga qualifizieren können. Der TuS Heeslingen erhielt jedoch keine Lizenz. Einerseits wurden die Unterlagen nicht vollständig eingereicht, andererseits entsprachen weder das Waldstadion noch der Ausweichplatz in Verden den geforderten Sicherheitsstandards.  
In der Saison 2009/10 wurde der Verein Vizemeister der Oberliga Niedersachsen Ost. Damit qualifizierte sich der TuS für die 2010/11 erstmals eingleisig ausgetragene Oberliga. Als Halbfinalist des Niedersachsenpokals 2009/10 qualifizierte sich der Verein zudem für die 1. Hauptrunde des DFB-Pokals 2010/11, in der man auf den Zweitligisten Energie Cottbus traf und mit 1:2 vor rund 4300 Zuschauern unterlag. In der Oberligasaison 2012/13 wurden die Heeslinger Vierter. Der Verein erhielt jedoch aufgrund hoher Forderungen des Finanzamtes nach einer Steuerfahndung keine Lizenz für die folgende Spielzeit und musste in die Landesliga Lüneburg zwangsabsteigen. Im Jahre 2013 löste der Verein sich schließlich auf.
Der Nachfolgeverein Heeslinger SC übernahm den Startplatz in der Landesliga und nahm ab der Saison 2013/14 am Spielbetrieb teil. Der Verein spielt, wie der TuS Heeslingen lange Zeit zuvor, seit der Saison 2015/16 wieder in der fünftklassigen Oberliga Niedersachsen.

## Sportstätten
Im Waldstadion (4000 Plätze) wurden die Spiele der ersten Mannschaft und die der A-Jugend ausgetragen. Der Heeslinger SC spielt dort jetzt.

## Persönlichkeiten
- Rafail Asbuchanow: Späterer Zweitligaspieler in Belgien bei der KAS Eupen
- Kevin Artmann: Ehemaliger Bundesligaprofi von Werder Bremen
- Hans-Jürgen Bargfrede: Späterer Zweit- und Bundesligaprofi
- Philipp Bargfrede: 2009 bis 2020 Bundesligaprofi von Werder Bremen
- Marcel Gebers: 2012 bis 2015 Drittligaspieler von Holstein Kiel
- Deniz Kadah: Späterer Dritt- und Zweitligaprofi von Fortuna Düsseldorf und von 2012 bis 2014 Bundesligaprofi von Hannover 96
- Patrick Posipal: Enkel vom Fußball-Weltmeister 1954, Josef Posipal

## Andere Sportarten
Es gab außer der Fußballsparte mit vier Herrenmannschaften und einigen Jugendmannschaften eine Volleyballmannschaft, zudem wurden im Verein Sportarten wie Tischtennis, Aerobic (Tai-Bo und Fatburner), Kegeln, Turnen, Badminton, Pilates und Leichtathletik betrieben.